# Crown Princess
Die Crown Princess ist ein 2006 in Dienst gestelltes Kreuzfahrtschiff der Reederei Princess Cruises und Typschiff der Crown-Klasse.

## Geschichte

### Bau und Indienststellung
Die Crown Princess wurde unter der Baunummer 6100 auf der Fincantieri-Werft in Monfalcone (Italien) erbaut. Einige Elemente des Schiffes wurden unter der Baunummer 1000 bei Fincantieri in Genua gebaut. Sie ist das zweite Schiff, das die Reederei unter diesem Namen in Dienst gestellt hat. Die Crown Princess ist das Typschiff der Crown-Klasse, die eine Weiterentwicklung der Grand-Klasse darstellt. Durch den Einsatz von Leichtmetall konnte ein weiteres Deck realisiert werden, wodurch sich die Passagierkapazität um 20 % erhöhte. Die Crown Princess ist mit über 113.000 BRZ vermessen. Das Schiff wurde im Mai 2006 abgeliefert und kam unter der Flagge Bermudas mit Heimathafen Hamilton in Fahrt. Die Jungfernfahrt begann am 14. Juni 2006 und führte von New York durch die Karibik nach Port Canaveral (Florida).

## Zwischenfälle

### Zwischenfall 2006
Am Nachmittag des 18. Juli 2006 geriet die Crown Princess, nachdem sie Port Canaveral verlassen hatte, plötzlich in starke Schräglage. Neben umstürzendem Mobiliar und berstenden Glasscheiben strömte auch Wasser aus den Schwimmbecken in Treppenaufgänge und Liftschächte. Nach Angaben von Passagieren brach an Bord Panik aus. Der Vorfall ist auf menschliches Versagen zurückzuführen. Ein Junioroffizier bemerkte eine vermeintliche Fehlsteuerung des Autopiloten, deaktivierte diesen und steuerte noch mehr in die bereits vom Autopiloten eingeschlagene Richtung, was schließlich zu einer Schräglage von ca. 15° führte. Nach einer Untersuchung durch die zuständigen Untersuchungsbehörden wurde das Schiff wieder für seetüchtig erklärt. Die Crown Princess war auf einer neuntägigen Karibik-Kreuzfahrt unterwegs und auf dem Weg zurück nach New York. Dieser Unfall gilt als einer der schwersten Zwischenfälle in der Geschichte der modernen Kreuzfahrten.

### Zwischenfall 2012
2012 kam es auf dem Schiff bei zwei aufeinander folgenden Kreuzfahrten zum Ausbruch des Norovirus. Die zweite Reise wurde abgebrochen, bei der ersten Reise erkrankten 158 Menschen.

## Einsatz
Das Schiff wird weltweit für Kreuzfahrten eingesetzt.